# Línea T17 (Metro de Estocolmo)
La línea T17 es una de las siete líneas que componen el metro de Estocolmo. Fue inaugurada el 17 de abril de 1958 y consta de 19,6 kilómetros y 24 estaciones.

## Estaciones
- Åkeshov
- Brommaplan
- Abrahamsberg
- Stora Mossen
- Alvik
- Kristineberg
- Thorildsplan
- Fridhemsplan
- St. Eriksplan
- Odenplan
- Rådmansgatan
- Hötorget
- T-Centralen
- Gamla stan
- Slussen
- Medborgarplatsen
- Skanstull
- Gullmarsplan
- Skärmarbrink
- Hammarbyhöjden
- Björkhagen
- Kärrtorp
- Bagarmossen
- Skarpnäck